# Baby When the Light
«Baby When the Light» es una canción realizada por el disc jockey francés David Guetta. Aparece como la pista número 1 de su álbum Pop Life que a su vez es su segundo sencillo e incluye la colaboración vocal de la cantante Cozi Costi. La canción fue compuesta por Guetta y la cantautora Cathy Dennis. El sencillo fue lanzado a finales de 2007. En el CD se incluyen cuatro versiones de la canción incluida la versión del álbum, la versión original extendida, el Remix de David Guetta y Fred Rister y la edición de radio.

## Video musical
El video fue dirigido por Denis Thybaud. Fue estrenado en septiembre de 2007 y rodado en las playas de Los Ángeles, California. Está protagonizado por la actriz y modelo Kelly Thybaud en la que interpreta a una joven que va a la playa y sueña con hacerse amigo de un guapo surfista. Mientras paseaba a su perro, decide descansar en la playa donde ella comienza a soñar. A medida que transcurre el vídeo,  comienzan a suceder cosas extrañas, chicas en bikini bailando, una anciana se frota con una loción mientras observa al muchacho surfista a través de binoculares y empieza a tocar una batería mientras tanto, la joven empieza a relacionarse con el surfista después de intercambiar sonrisas donde luego navegan en surf por la playa. Al finalizar la chica despierta de su sueño y no encuentra a nadie a su alrededor, solo a su perro.

## Listado de canciones
CD maxi
1. «Baby When the Light» (Álbum Versión) — 3:27
2. «Baby When the Light» (David Guetta & Fred Rister Radio Edit) — 3:24
3. «Baby When the Light» (Original Extended) — 5:58
4. «Baby When the Light» (Video) — 3:27
5. «Baby When the Light» (Making of Video) — 3:11

12" maxi
1. «Baby When the Light» (David Guetta & Fred Rister Remix) — 8:17
2. «Baby When the Light» (Original Extended) — 5:58
3. «Baby When the Light» (Laidback Luke Remix) — 7:09
4. «Baby When the Light» (Dirty South Rmx Edit) — 6:34
5. «Baby When the Light» (Joe T. Vanelli Remix) — 6:45

## Posicionamiento en listas y certificaciones
| Chart (2007/08)                           | Mejor Posición |
| ----------------------------------------- | -------------- |
| Alemania (Media Control AG)               | 59             |
| Austria (Ö3 Austria Top 40)               | 62             |
| Bélgica (Ultratop 50 flamenca)            | 15             |
| Bélgica (Ultratop 40 valona)              | 5              |
| Estados Unidos (Hot Dance Airplay)        | 4              |
| Unión Europea (Eurochart Hot 100)         | 19             |
| Francia (SNEP)                            | 6              |
| Italia (FIMI)                             | 30             |
| Países Bajos (Dutch Top 40)               | 15             |
| Reino Unido (The Official Charts Company) | 50             |
| Rumania (Romanian Singles Chart)          | 12             |
| Rusia (Russian Airplay Chart)             | 2              |
| Suecia (Sverigetopplistan)                | 35             |
| Suiza (Swiss Singles Chart)               | 25             |

| Lista anual (2007)               | Posición |
| -------------------------------- | -------- |
| Belgian (Wallonia) Singles Chart | 53       |
| French Airplay Chart             | 29       |
| French TV Music Videos Chart     | 35       |
| French Singles Chart             | 53       |
| Swiss Singles Chart              | 100      |
| Lista anual (2008)               | Posición |
| Belgian (Wallonia) Singles Chart | 28       |
| Eurochart Hot 100                | 92       |
| Swiss Singles Chart              | 95       |

| País    | Certificaciones | Fecha de cert.          | Ventas  | Ref.   |
| ------- | --------------- | ----------------------- | ------- | ------ |
| Francia | Oro             | 21 de diciembre de 2009 | 150 000 | [ 15 ] |